# Abdel Diarra
Abdel Rhamane Khalil Diarra, född 28 december 1994, är en ivoriansk fotbollsspelare.

## Karriär
I februari 2017 värvades Diarra av Syrianska FC, där han skrev på ett ettårskontrakt. Diarra gjorde sin Superettan-debut den 2 april 2017 i en 3–2-förlust mot Degerfors IF.
I juli 2017 gick Diarra till Beerschot Wilrijk i belgiska andradivisionen. I februari 2019 återvände Diarra till Syrianska FC, där han skrev på ett tvåårskontrakt.
Den 21 januari 2020 värvades Diarra av HB Køge, där han skrev på ett 2,5-årskontrakt. I juni 2020 värvades Diarra av AFC Eskilstuna. I juli 2021 lämnade han klubben efter att inte spelat något under året.